# Circuit des Gattières
Le Circuit international des Gattières, sub-urbain entre Gattières et Nice, était une compétition de sports mécaniques internationale des années 1920. Le parcours d'un jour dévolu aux motos et voitures de course était organisé grâce aux efforts conjoints des Automobile Club et Motocycliste Club de Nice (organisé par le Moto-Club de Nice sous le contrôle sportif de l'Automobile Club de Nice et Côte d'Azur). 
Le Circuit de la Riviera le remplace ensuite durant deux ans.

## Histoire
La première édition a lieu en 1924, le 24 juin. Tout d'abord championnats inter-sociétaires du M.C.N en 1924 et 1925, il devint le théâtre des Grand Prix du Moto-Club après son homologation officielle en 1925.
Elle est essentiellement destinée aux motocyclettes -victoire en 500cm3 d'Agnero sur Koehler Escoffier-, et pour l'unique course des cyclecars, le niçois E. Proal, futur spécialiste de courses de côte dans la région sur Bugatti,, s'impose une première fois avec une Amilcar 1,0 l (René Dreyfus alors en tout début de carrière tout comme Louis Chiron, gagnant la catégorie 750 cm3 avec une Mathis).
Les courses se déroulaient sur une boucle de 15.1 à 16 kilomètres, comportant près de 190 courbes et virages, selon un trajet Gattières-Carros-Pont de la Manda-Gattières, à parcourir entre quatre et sept fois selon les saisons pour les automobiles. Il était considéré comme une miniature de la célèbre Targa Florio.
Pour les motos, "Oilter" sur Saroléa s'impose en 500 cm3 en 1925, puis Carasso en 1926 avec la même marque. En 1927, c'est autour de Bottini sur Frera.
En 1927, les motos avaient à parcourir 7 tours et les voitures 3 tours par classes et 4 tours lors de la Finale.  

## Palmarès en Formule libre
| Année | Date      | Pilote            | Voiture          |
| ----- | --------- | ----------------- | ---------------- |
| 1925  | 7 juin    | Ernest Friderich, | Bugatti          |
| 1926  | 4 juillet | Louis Chiron,     | Bugatti          |
| 1927  | 12 juin   | Edward Bret,      | Bugatti Type 35C |

## Remarque
- Le 12 juin 1927, trois autres courses d'importance ont lieu simultanément, les GP de Rome, de Picardie et du circuit de Thuin.